# Share Pedersen
Sharon "Share" June Howe (Glencoe; 21 de marzo de 1963) es una músico estadounidense conocida por ser la bajista de la alineación clásica de la banda de glam metal Vixen. Actualmente y luego de casarse con Bam Ross, es conocida como Share Ross.

## Biografía
Inició su carrera en 1980 cuando entró a la banda Vixen, en reemplazo de Pia Maiocco. Allí conoció la fama hasta 1991 cuando todas sus integrantes se separaron por diferencias musicales. A fines de 1990 y junto a Michael Schenker, Tracii Guns, Richard Black y Bobby Blotzer crearon el supergrupo Contraband, permaneciendo en la banda hasta 1993.
En 1997 cuando Vixen se reunió, ella no se interesó en regresar al grupo y prefirió trabajar con su esposo Bam Ross en su agrupación Bubble. Dos años después y junto a su esposo escribieron y participaron en los temas del álbum debut Jesse and The 8th Street Kidz del artista estadounidense Jesse Camp.
En 2003 y luego de algunos años lejos de la escena musical, participó en la gira europea de la banda de su esposo Dogs D'amour, abriendo los conciertos de Alice Cooper. En ese mismo año fue la anfitriona y coproductora del programa en línea Rock n Roll TV, en el que presentaba noticias y nuevas bandas de rock, punk y garage rock.
En el 2004 participó en la reunión de la alineación clásica de Vixen para el programa de VH1, Bands Reunited, y en 2010, tocó por una noche solo en una banda de covers LA Nookie, con la futura compañera de banda de Vixen, la vocalista Lorraine Lewis de Femme Fatale, para apoyar a Ratt en esta fiesta por el lanzamiento de su séptimo y más reciente álbum, Infestation. Como Share Pedersen, grabó con el baterista de Ratt en ese momento Bobby Blotzer en el único álbum homónimo de Contraband. En 2012 y junto a Janet Gardner, Roxy Petrucci y Gina Stile fundaron la banda JSGR, que tocaban temas de Vixen y algunos covers de otras agrupaciones. En diciembre de 2013 y luego del fallecimiento de Jan Kuehnemund, ella junto a las músicos ya mencionadas, refundaron Vixen para así honrar la memoria de su fallecida fundadora. En 2014, apoyó a The Quireboys durante las presentaciones del Monsters of Rock Cruise y en diciembre del mismo año, fue invitada por la banda Down 'n' Outz para una gira por el Reino Unido.

## Discografía

### con Vixen
- 1988: Vixen
- 1990: Rev It Up
- 2018: Live Fire

### con Contraband
- 1991: Contraband